# Burcht van Ramana
De Burcht van Ramana is een ruïne van een kasteel in het dorp Ramana, gelegen op het schiereiland Apsjeron in Azerbeidzjan. Het kasteel maakt deel uit van een keten van burchten op het schiereiland. Het kasteel is gelegen op een natuurlijke rotspunt, dat gedeeltelijk ook het fundament is. Aan de kenmerken van de bouwstijl van het kasteel schat men de 14e eeuw als bouwperiode in.
De binnenplaats van het kasteel is omgeven door een muur, maar die is niet meer in zijn geheel intact. De vier hoeken zijn voorzien van ronde basteien. Een naar het westen uitstekend portaal met een rondboog is de ingang van het kasteel. In het midden van de binnenplaats is de woontoren, met op de hoeken ook vier ronde basteien. De woontoren, waarvan de trap begint vanaf de begane grond, heeft vier verdiepingen. De bovenste en de onderste verdiepingsruimte heeft een stenen plafond, de middelste ruimte heeft een plafond van houten balken.